# Céline Dion
Céline Marie Claudette Dion (født 30. marts 1968 i Charlemagne, Quebec) er en canadisk sangerinde. Hun anses som en af verdens største stjerner. I 2004 modtog Céline Diamond-prisen ved World Music Awards for at være den bedst sælgende sangerinde nogensinde, samt for hendes betydning for musikken. På daværende tidspunkt havde hun solgt 175 millioner albums. I 2020 anslås salget at have passeret 300 millioner
Blandt hendes største hits kan bl.a. nævnes "The Power of Love" fra 1993, "Because You Loved Me" fra 1996, "It's All Coming Back To Me" fra 1996, "A New Day Has Come" fra 2002, "I'm Alive" fra 2002 og selvfølgelig megahittet "My Heart Will Go On" fra 1997, der var titelmelodien til storfilmen Titanic og i dag er det bedst sælgende soundtrack og én af de bedst sælgende singler nogensinde.
Udover hendes store repertoire er hun særlig kendt for sin stemme, som af musikkritikere er blevet fremhævet som en af de største og smukkeste stemmer verden har kendt til

## Baggrund
Celine er den yngste af en børneflok på 14. Hun var allerede som barn vild med at synge og optræde og allerede da hun var 5½ år gammel, optrådte hun ved sin brors bryllup. Da hun var 10 år, optrådte hun i weekenderne på forældrenes bar.
Som 12-årig komponerede og indspillede hun en sang sammen med sin mor og en af sine brødre. Denne sang imponerede popmanageren og produceren René Angélil så meget, at han gik ud og belånte sit hus for at kunne finansiere Celines debutalbum, som blev udgivet i 1981, hvor hun var bare 13 år gammel.
Trods en aldersforskel på 26 år forelskede Celine Dion sig i manageren René Angélil, som havde stået bag hende fra starten. De blev gift 17. december 1994. I 2001 fik Celine og René sammen sønnen René-Charles Angelil. 23. oktober 2010 fødte Celine tvillingedrenge på St. Mary's Medical Center i Florida. Den første dreng blev født 11:11, og den anden dreng blev født 11:12.
Dette blev offentliggjort ca. 6 timer efter fødslen, hvor Célines mand, René, deltog i en pressekonference, hvor han også fortalte, at han selv klippede navlestrengen over på begge drenge.
14. januar 2016 døde hendes mand af kræft efter 21 års ægteskab. Céline har udtalt: "Jeg tror, jeg vil sørge resten af mit liv... Jeg har aldrig mødt en anden mand, aldrig kysset en anden mand i mit liv. Jeg savner ham rigtig meget. Som min partner, som den mand jeg holdt om, kyssede, elskede med".

## Karriere
Celine Dions debutalbum kom til at hedde ”La Voix Du Bon Dieu”. I løbet af de næste 2 år udsendte Celine Dion ikke mindre end fem albums. Hun fik guld for pladesalget i Frankrig, og det var hun den første canadier der fik.
I 1988 var Celine Dion også blevet mere kendt i Europa, hvor hun dog manglede det helt store gennembrud. Det kom da hun takkede ja til at synge sangen ”Ne Partez Pas Sans Moi” i det schweiziske Melodi Grand Prix 1988, her vandt hun, og skulle nu optræde live for hele Europa. Hun tog Europa med storm og vandt Eurovision Song Contest 1988, en sejr hun stadig er stolt over! I 1989 åbnede hun Eurovision Song Contest med en engelsk sang, og i 1990 udsendte Celine Dion sit første engelsksprogede album. Det tog hende et år at lære engelsk, så hun kunne indspille det. Kort efter det engelsksprogede album var udkommet, blev hun verdenskendt med sangen ”Beauty and the Beast” som var titelsangen til årets Disney film, af samme navn. Hun fik flere grammyer for denne sang.
Op gennem 1990'erne udsendte Celine Dion flere albums. Hun blev bedt om at indspille en sang med titlen ”My Heart Will Go On”. Sangen blev sendt til James Cameron, som var i gang med at indspille filmen Titanic. Han havde bestemt at der ikke skulle være sang med i filmen, kun instrumental musik. Men da han hørte denne sang var han solgt, og Celine Dion stod nu bag endnu et filmhit, denne gang overgik det Disney-sangen. Sangen ”My Heart Will Go On” gav mange priser blandt andet en Oscar. Albummet Let’s Talk About Love, med sangen på, solgte over 30.000.000 eksemplarer.
I perioden 2003-2007 har Celine Dion optrådt fem aftener om ugen med showet ”A New Day” på Colosseum, Caesars Palace i Las Vegas. Bygningen er opført til Celine Dion og dette show. Det har været en milliardkontrakt, men Celine Dion, ønskede ikke at forlænge den denne gang. Hun savnede tourlivet og at rejse rundt i Europa. Derfor tog hun igen på turne fra 2008. Hun varmede op med udsendelsen af albummet Taking Chances som blandt andet indeholder en coverversion af Tim Christensens kærlighedsang fra DR serien Nikolaj og Julie, ”Right Next to the Right One.”
Celine Dion begyndte 15 marts 2011 igen at spille på Colosseum, Caesars Palace i Las Vegas. Denne gang hed showet helt enkelt "Celine". I 2019, efter 1.100 shows, færdiggjorde Celine hendes rekordrige residency.
I 2017 tog Céline Dion på europaturne. Her besøgte hun også Danmark og optrådte i Royal Arena. Billetterne blev revet væk på få minutter.
I 2020 havde Céline planlagt endnu en verdensturné med bl.a. besøg i Danmark, men turneen er pt. udsat grundet corana-pandemien.
Den 26. juli 2024 sang Dion "Hymne à l'amour" fra Eiffeltårnet i Paris som afslutning på åbningsceremonien ved Sommer-OL 2024. Det var hendes første offentlige optræden i fire år.

## Priser
Celine Dion er med sine over 1200 nomineringer en af de kunstnere, der igennem sin karriere har modtaget flest priser og udmærkelser heriblandt:
- 2 Oscar for bedste sang, 1 for "The Beauty and the Beast" i 1993 og 1 for "My Heart Will Go On" i 1998
- 12 World Music Awards
- 5 Grammy Awards
- 7 Billboard Music Awards, herunder Billboard ICON award i 2016
- 6 American Music Awards
- 20 Juno Awards
- 45 Félix Awards
- Guldmedalje for bedste sang ved Yamaha World Popular Song Festival i Japan, (31. oktober 1982)
- Vinder af det Europæiske Melodi Grand Prix, for Schweiz, i 1988
- Ordre des Arts et des Lettres i 1996 (overrakt af Philippe Douste-Blazy, kulturminister)
- Officier de l'Ordre du Canada i 1998
- Officier de l'Ordre national du Québec i 1998
- Chevalier de l'Ordre de la Légion d'honneur de France i 2008 (overrakt Frankrigs præsident Nicolas Sarkozy)
- Médaille de la Ville de Québec i 2008
- Doctorat honoris causa en musique på Université Laval i Québec, i 2008

## Diskografi (album)

### Franske udgivelser
- 1981 : La voix du bon Dieu
- 1981 : Céline Dion chante Noël
- 1982 : Tellement j'ai d'amour
- 1983 : Sur les chemins de ma maison
- 1983 : Chants et contes de Noël
- 1984 : Mélanie
- 1985 : C'est pour toi
- 1987 : Incognito
- 1991 : Dion chante Plamondon
- 1993 : L'Olympia
- 1995 : D'eux
- 1996 : For You
- 1996 : Live A Paris
- 1997 : C'est pour vivre
- 1998 : S'il suffisait d'aimer
- 1999 : Au coeur du stade
- 2000 : The collector's series volume one
- 2003 : 1 fille & 4 types
- 2005 : On ne change pas (greatest french hits)
- 2007 : D'elles
- 2010 : Taking Chances World Tour (french version) (cd+dvd)
- 2012 : Sans Attendre
- 2016 : Encore Un Soir

### Engelske udgivelser
- 1990 : Unison
- 1992 : Céline Dion
- 1993 : The Colour of My Love
- 1996 : Falling into you
- 1997 : Let's talk about love
- 1999 : These are special times
- 1999 : All the way... A decade of song
- 2002 : A New Day Has Come
- 2003 : One heart
- 2004 : Miracle
- 2004 : A new day... live in Las Vegas
- 2007 : Taking Chances
- 2008 : My Love (greatest english hits)
- 2010 : Taking Chances World Tour (english version) (cd+dvd)
- 2013 : Loved me back to life
- 2019 : Courage

## Turné & residens
Turné
- Les chemins de ma maison (1983–1984)
- Céline Dion en concert (1985)
- Tournée Incognito (1988)
- Unison Tour (1990–1991)
- Celine Dion in Concert (1992–1993)
- The Colour of My Love Tour (1994–1995)
- D'eux Tour (1995–1996)
- Falling into You: Around the World (1996–1997)
- Let's Talk About Love World Tour (1998–1999)
- Taking Chances World Tour (2008–2009)
- Tournée Européenne 2013
- Summer Tour 2016
- Celine Dion Live 2017
- Celine Dion Live 2018
- Courage World Tour (2019–)

Residens
- A New Day... (2003–2007)
- Celine (2011–2019)